# Pippalāda
En el marco de la mitología hinduista, Pippalada fue un antiguo poeta religioso, creador de varios himnos del texto epicorreligioso Atharva-veda (compuesto hacia el siglo IX a. C.).

## Nombre y etimología
- pippalāda, en el sistema AITS (alfabeto internacional para la transliteración del sánscrito).
- पिप्पलाद, en escritura devanagari del sánscrito.
- Pronunciación: /pipala ada/.[1]
- Etimología:[1]
  - ‘que come el fruto de la higuera’, siendo pippalā: ‘higuera sagrada’ y āda: ‘comer’ (según el Bhagavata-purana).
  - ‘varón dado a los placeres sensuales’ (según el Bhagavata-purana).
  - la doctrina fundada por Pippalada (también llamada pippalādaka).

## Leyenda
En el Skanda-purana se cuenta la leyenda del nacimiento de Pippala-Ada.
Según la leyenda, su padre, el sabio Dadichi, involuntariamente había arruinado las armas de hierro de los devas al mantenerlas almacenadas en agua del Ganges (que él creía que les daría brillo y energía), por lo que ofreció ser muerto para que con su columna vertebral el dios Viswakarma creara la horrenda lanza vashra (‘relámpago’). Cuando su esposa encontró los restos de Dadichi, quiso suicidarse realizando el rito sati (arrojarse a una fogata). Como estaba embarazada y en la cultura védica el aborto inducido se consideraba un pecado, esperó a parir a su bebé y lo abandonó a las fieras bajo una higuera (pippal).
El recién nacido fue encontrado por personas que lo adoptaron, y le pusieron el nombre del árbol.
Este árbol pippal tiene una connotación mística, ya que bajo un pippal el joven sabio Buda Gautama (en el siglo V a. C.) dijo haber alcanzado el nirvana.
Pipalada era un sabio solitario, un ermitaño. En el Prasna-upanishad (‘el Upanishad de las preguntas’) se cuenta la historia de los seis jóvenes monjes que van a hacerle preguntas espirituales, pero él los invita a vivir con él durante un año entero, antes de aceptar que le pregunten.
Una rama de los recitadores del Atharva-veda (que mantuvieron vivo el texto completo hasta la actualidad) se llama pippalada shakha (la rama de Pipala-Ada) y suponen que la inició él.
En el Matsia-purana se cuenta un diálogo entre este Pippalada y el rey Iudistira (un personaje mitológico del texto épico Majabhárata).
En el ghat (balneario sagrado) llamado Pancha Ganga (‘cinco Ganges’, donde se unen los ríos Ganges, Iamuna, Sárasuati, Kirana y Dhupa Papa), en la ciudad de Varanasi (Benarés) hay un tirtha (lugar sagrado de peregrinación) llamado Pippalada tirtha.

### Leyenda contada por Pippalada
Cuando era niño, Pippalada atemorizó al deva Indra y a otros devas, gracias a una bendición del dios Shiva.
En el Brahma-vaivarta-purana se cuenta la historia del sabio Dadichi, el padre de Pippalada.
Los devas mataron a Dadichi para aprovechar sus huesos, debido a que él había bebido el poder de sus armas. Su madre esperó hasta que el bebé naciera y —siguiendo la costumbre satí de las viudas hinduistas— abandonó al recién nacido bajo un árbol de pippal y se suicidó arrojándose a una fogata.
Como el bebé no tenía nombre, fue conocido como Pippalada.
En su vejez, ya un religioso reconocido, Pippalada decía que ningún ser humano lo había criado, sino los árboles.
Estos le habían pedido al dios de los árboles (Chandra) que les diera algo de amrita (néctar de la inmortalidad) para Pippalada.
Cuando Pippalada creció, quiso saber quiénes habían sido sus padres y los árboles le contaron la historia.
Pippalada culpó a la tribu de los devas por la estúpida muerte de sus padres y decidió vengarse.
Los árboles llevaron a Pippalada ante el dios árbol Chandra.
Este le dijo que era demasiado joven y que primero tendría que aprender a usar armas.
Lo envió al bosque Dandaka Arania.
Allí tendría que satisfacer al dios selvático Shiva, que vivía cerca del río Gautami Ganga, que cruzaba el inmenso bosque.
Si satisfacía a Shiva, este le cumpliría cualquier deseo.
Pippalada vivió varios meses en el bosque hasta que encontró a Shiva y lo complació con oraciones.

—¿Qué bendición quieres? —preguntó Shiva.

—Quiero matar a todos los devas.

—Tengo un tercer ojo en el medio de la frente. El día que lo puedas ver, tu deseo será cumplido.

Pippalada no podía ver el tercer ojo de Shiva. Pasó meses tratando, hasta que lo vio. Entonces de la frente de Shiva surgió una yegua parlante.

—¿Qué deseas? —le preguntó la yegua a Pippalada.

—Mata a mis enemigos, los devas.

La yegua inmediatamente atacó a patadas a Pippalada.

—Pero ¿qué haces? ¿Por qué me atacas? Te pedí que atacaras a los devas.

—Pero tu cuerpo ha sido creado de los devas, por eso tengo que matarte a ti también.

Pippalada le pidió ayuda a Shiva. Shiva entonces le dijo a Pippalada que si se quedaba en esa región del bosque, la yegua no lo atacaría. Pippalada se quedó a vivir allí. Los devas le pidieron a Shiva que los salvara de la yegua salvaje.
Shiva persuadió a Pippalada para que controlara su enojo.
Convenció a Pippalada de que la muerte de su padre se debía a su propia credulidad y estupidez, y que la muerte de su madre se debía a su fanatismo religioso, y que no ganaría nada matando a los devas, porque eso no resucitaría a sus padres.
Pippalada accedió, pero dijo que quería ver a sus padres una única vez.
Entonces bajó un carro vímana del cielo, en el que estaban sentados Dadichi y sus dos esposas Lopamudra y Gabhastini.
Bendijeron a Pippalada y le pidieron que se casara y tuviera hijos.
La yegua gigante se convirtió en un río y desapareció en el sagrado río Ganges.